# Mamma Mu
Mamma Mu och Kråkan är två figurer skapade av Jujja och Tomas Wieslander. Figurerna kom från Vardagsgruppens två första LP-skivor, Min lilla kråksång och Mamma Mu. Rösten till Mamma Mu gjordes av Jujja och rösten till Kråkan gjordes av Anders Ågren. Figurerna gjorde debut på barnradion och fortsatte sedan under många år att underhålla barn i alla åldrar. Figurerna blev senare ett antal barnböcker med uppskattade teckningar av Sven Nordqvist. Även ett datorspel med Mamma Mu och Kråkan har lanserats. Mamma Mu och Kråkan har också sålts i form av kuddjur.
Böckerna om Mamma Mu och Kråkan gavs till och med 2014 ut av bokförlaget Natur & Kultur, därefter av Rabén & Sjögren. De finns i dag utgivna på mer än trettio språk över hela världen.

## Böcker

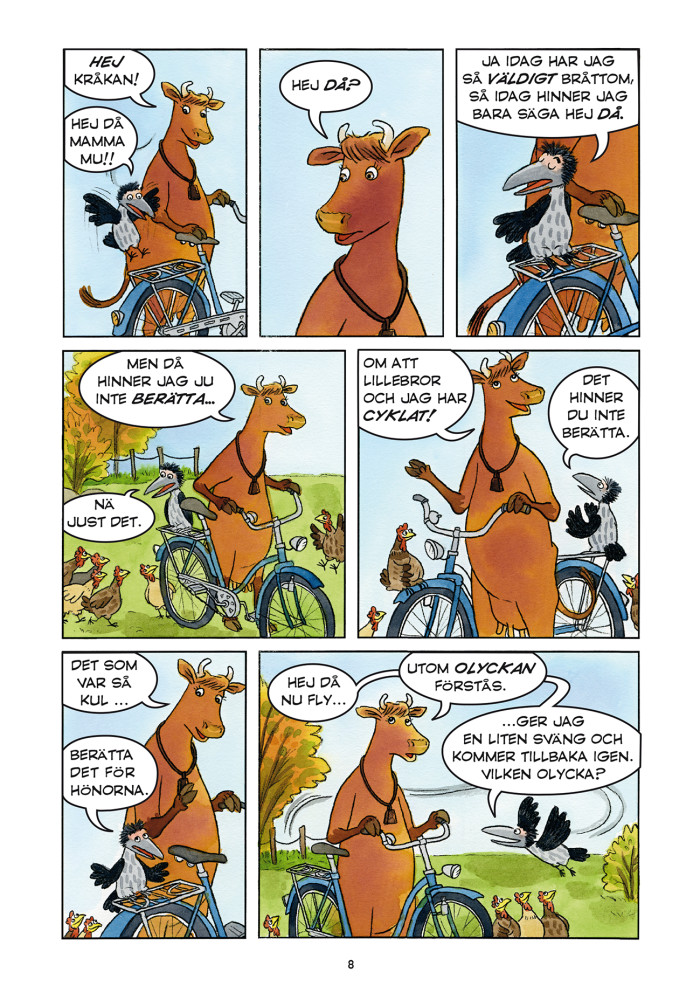
Utdrag ur Mamma Mu och Kråkan leker.

- Mamma Mu och Kråkan – 1991[2], kapitelbok (även ljudbok)
- Mamma Mu gungar – 1993[3] (även ljudbok)
- Mamma Mu åker bobb – 1994[4] (även ljudbok och app)
- Mamma Mu bygger koja – 1995[5] (även ljudbok och app)
- Mamma Mu städar – 1997[6] (även ljudbok och app)
- Mamma Mu åker rutschkana – 2003[7] (även ljudbok)
- Mamma Mu klättrar i träd – 2005[8], kapitelbok (även ljudbok)
- Mamma Mu får ett sår – 2006[9] (även ljudbok)
- Mamma Mu och Kråkans jul – 2008[10] (även ljudbok)
- Mamma Mu läser - 2011[11]
- Stora boken om Mamma Mu och kråkan[12] - 2012
- Mamma Mu simmar[13] - 2014
- Mamma Mu leker - 2015[14] (seriebok)
- Mamma Mu firar Kråkan - 2015[15] (seriebok)
- Mamma Mu och Kråkan. Bang Bang Balans och 49 andra sånger att sjunga till musik - 2015
- Mera fart Mamma Mu – 2016[16]
- Mamma Mu låtsas – 2018[17]
- När Mamma Mu mötte Kråkan första gången - 2020[18]

## I andra medier
Sveriges Radios julkalender 1990 handlade om Mamma Mu och Kråkan, och hette Kråkan och Mamma Mu.
2008 kom den animerade filmen Mamma Mu & Kråkan. En uppföljare, Mamma Mu hittar hem, hade premiär i september 2022. Ytterligare en uppföljare, Vem är du, Mamma Mu?, hade biopremiär den 25 augusti 2023.